# 48 Samodzielna Brygada Kolejowa
48 Samodzielna Brygada Kolejowa, ros.: 48-я отдельная железнодорожная бригада – samodzielny związek taktyczny Sił Zbrojnych Federacji Rosyjskiej, służący w Wojskach Lądowych Federacji Rosyjskiej.
Siedzibą sztabu i dowództwa brygady jest Omsk.